# Kungahälla

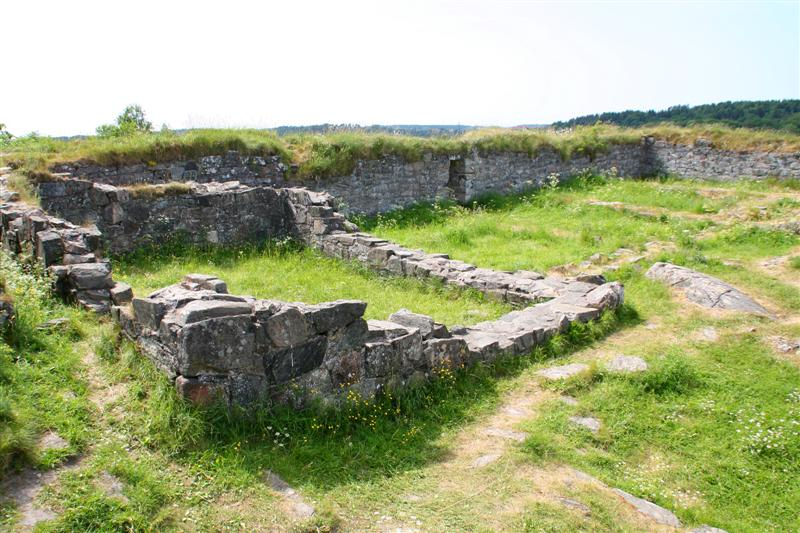
Rovine del castello di Ragnhildsholmen presso Kungahälla

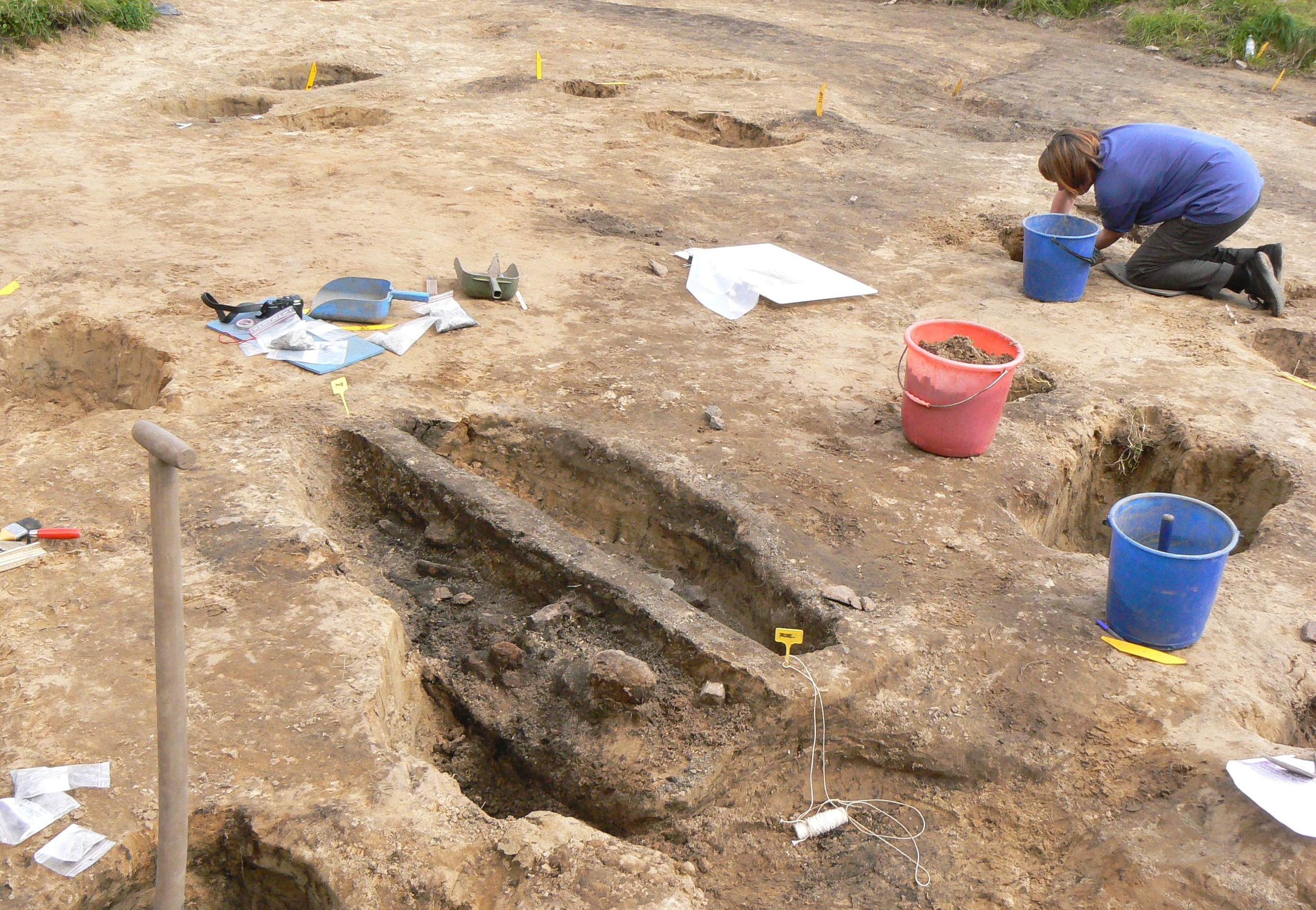
Il professore di archeologia dell'Università di Göteborg Tove Hjørungdal al lavoro a Ytterby nel 2009, nel sito in cui si crede fosse sorta Kungahälla

Kungahälla (in norvegese Konghelle, in norreno Konungahella) era un insediamento di epoca medievale fondato in epoca vichinga situato nel Bohuslän meridionale, in una località oggi compresa entro i confini del comune di Kungälv, nella contea di Västra Götaland, in Svezia. È noto soprattutto perché ospitò l'antica fortificazione di Ragnhildsholmen (Borgen på Ragnhildsholmen). Durante il regno di Sigurd I di Norvegia, quando la località faceva parte dei suoi domini, vi fu realizzata una chiesa, dove venne conservato un frammento della Vera Croce.